# Walter Altherr

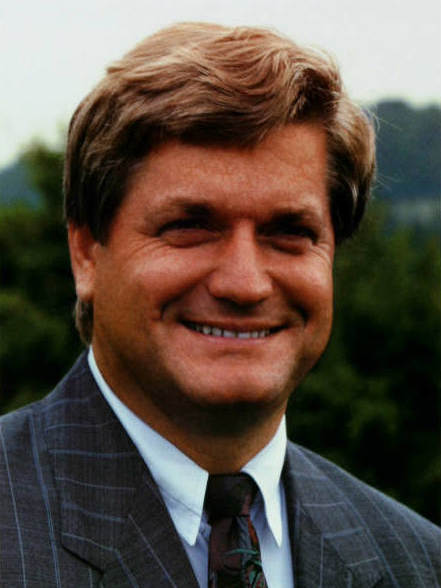
Walter Altherr auf einem Bundestagswahlplakat (1994)

Walter Franz Altherr (* 11. Juli 1946 in Kaiserslautern) ist ein deutscher Arzt und Politiker (CDU).

## Leben
Walter Altherr besuchte die Volksschule in Ramstein und das Gymnasium Landstuhl, das er aber vorzeitig verließ. Danach machte er eine Elektromechanikerlehre bei der Fa. Pfaff in Kaiserslautern. 1969 legte er das Abitur auf dem zweiten Bildungsweg am Speyer-Kolleg ab. Er studierte danach Medizin in Saarbrücken und Homburg und legte 1975 das Staatsexamen ab. Danach war er zunächst als wissenschaftlicher Mitarbeiter an der Medizinischen Fakultät der Universität des Saarlandes tätig und wurde zum Dr. med. promoviert. Nach einer Ausbildung zum Chirurgen und Unfallchirurgen wurde er Oberarzt an der Unfallchirurgischen Klinik. 1986 bis 1996 war er Oberarzt an den Krankenanstalten der Stadt Saarbrücken und Facharzt für Chirurgie und Unfallchirurgie.

## Politische Laufbahn
Altherr trat 1961 in die Junge Union und 1965 in die CDU ein. 1986 wurde er Mitglied des Kreisvorstandes Kaiserslautern-Land. 1978 übernahm er das Amt des Ortsbürgermeisters der Gemeinde Mittelbrunn, das der bis heute innehat. 1989 zog er in den Kreistag Kaiserslautern ein. Bei der Bundestagswahl 1990 wurde er über die Landesliste Rheinland-Pfalz in den Deutschen Bundestag gewählt, dem er bis 1994 angehörte. Altherr war von 1996 bis 2006 Mitglied des rheinland-pfälzischen Landtags. Bei der Bundestagswahl 2002 verfehlte er die Rückkehr in den Bundestag nur knapp, bei der Bundestagswahl 2005 dagegen deutlich.
2009 rückte Altherr für Peter Dincher als Abgeordneter in den rheinland-pfälzischen Landtag nach und gehörte diesem bis zum Ende der Wahlperiode 2011 an.

## Ehrungen
2001 wurde Alther mit der Freiherr-vom-Stein-Plakette und 2009 mit dem Bundesverdienstkreuz am Bande geehrt.